# René Gateaux
René Gateaux (francès: René Eugène Gateaux)  (Vitry-le-François, 5 de maig de 1889 - Rouvroy, 3 d'octubre de 1914) va ser un matemàtic francès, mort a la Primera Guerra Mundial.

## Vida i Obra
Gateaux va néixer a la vila de Vitry-le-François (uns 200 quilòmetres a l'est de París) on el seu pare era talabarder, Poc es coneix de la seva infància i joventut, excepte que va estudiar a Vitry i a Reims. El 1907 va ingressar a l'École Normale Supérieure en la qual es va graduar el 1910i va obtenir una plaça de professor al Lycée de Bar-le-Duc, no lluny del seu poble natal. Abans, però va haver de fer el servei militar i, per tant, no va començar les classes fins al 1912. El curs següent, 1913-14, va obtenir una beca per estudiar a Roma amb Vito Volterra. El curs següent tenia previst continuar, però va ser mobilitzat en esclatar la Primera Guerra Mundial i va morir d'un tret en una de les primeres campanyes de la guerra: la cursa cap al mar.
Inicialment va ser enterrat, juntament amb molts altres caiguts, prop de la capella de Santa Anna a la localitat on va morir, Rouvroy. Però el desembre de 1921 el seu cos va ser exhumat, formalment identificat i traslladat a la Necròpolis Nacional de La Targette a Neuville-Saint-Vaast. Reposa a la tomba número 76, mort per França.
Gateaux, en vida, només va publicar un breu article als Comptes Rendus de l'Acadèmia de Ciències de París i quatre articles als Rendiconti de l'Accademia dei Lincei, tots ells sobre anàlisi funcional. Però va deixar els seus manuscrits d'un projecte de tesi sobre aquest tema a Jacques Hadamard qui li va proposar a Paul Lévy que els preparés per editar-los.. El resultat va ser el llibre Leçons d'analyse fonctionnelle (1922) el qual va provocar l'extraordinària fusió entre l'anàlisi funcional i la teoria de la probabilitat. La derivada de Gâteaux porta el seu nom perquè Lévy li va posar.